# 巴基斯坦国徽
巴基斯坦国徽颜色同国旗；深绿色和白色。顶端是五角星和新月图案；中间是盾徽，盾面分为四部分，分别绘有棉花、小麦、茶、黄麻四种农作物。盾徽两侧饰以秀英花，秀英花是巴基斯坦的國花。下端的绿色饰带上用乌尔都语写着“虔诚，统一，戒律”。